# Oskar Amberg
Oskar Amberg (* 17. Dezemberjul. / 29. Dezember 1878greg. in Voika, damals Gemeinde Meeri, Livland; † 24. Oktober 1963 in Lübeck) war ein estnischer Politiker, Ingenieur und Unternehmer.

## Frühe Jahre
Oskar Amberg wurde als Sohn des Verwalters Jüri Amberg (1843–1902) und dessen Ehefrau Miina Amberg (geb. Matto, 1849–1932) auf dem Beigut Voika in der heute nicht mehr existierenden livländischen Gemeinde Meeri (deutsch Meyershof) im Kirchspiel Nõo (deutsch Nüggen) geboren.
Er besuchte die Dorfschule von Tõravere (deutsch Terrafer) und die Kirchspielschule von Nõo. Anschließend wechselte er auf das renommierte Hugo-Treffner-Gymnasium und das Krongymnasium in Tartu (deutsch Dorpat).
Von 1899 bis 1904 studierte Amberg am Polytechnischen Institut in der livländischen Hauptstadt Riga (heute Technische Universität Riga). Dort machte er sein Diplom im Fach Maschinenbau. Amberg gehörte 1899/1900 zu den Mitbegründern der estnischsprachigen Studentenverbindung Vironia in Riga.
Amberg nahm als Freiwilliger am Russisch-Japanischen Krieg (1904/05) teil. Im Zivilleben war er anschließend als Ingenieur in mehreren Unternehmen beschäftigt, unter anderem in Riga und im Gouvernement Minsk.

## Unternehmer
1910 kaufte Oskar Amberg die von Martin Böckler 1899/1900 in Tallinn (deutsch Reval) gegründete Sandsteinfabrik. Ambergs Unternehmen, die Tallinna silikaat-telliskivi vabrik O. Amberg ja Ko, stellte als erste Fabrik in Estland Silikatziegel her. Vor allem durch den Bau der Küstenbefestungsanlage „Seefestung Imperator Peter der Große“ kamen bald große Aufträge durch die russische Regierung, so dass Ambergs Unternehmen florierte. Hinzu kamen Bestellungen der zaristischen Armee für Marinewerften und andere Spezialgebäude. Auch beim Bau des 1913 fertiggestellten Opern- und Konzerthauses Estonia in Tallinn kamen Ambergs Silikatziegel zum Einsatz. Während des Ersten Weltkriegs musste die Produktion der Ziegelei kriegsbedingt eingestellt werden.
Von 1914 bis 1918 war Amberg als Ingenieur am weiteren Ausbau der estnischen Befestigungen beteiligt, unter anderem beim Bau der Seefestung auf der Insel Aegna (deutsch Wulf) vor der estnischen Nordküste.
Während des Estnischen Freiheitskriegs gegen Sowjetrussland leite Amberg von 1919 bis zum Frühjahr 1920 die Abteilung für Ingenieurwesen im Kriegsministerium der jungen Republik Estland.

## Politiker
Zu Beginn der Zwischenkriegszeit engagierte sich Oskar Amberg politisch. Er schloss sich der konservativen Christlichen Volkspartei (Kristlik Rahvaerakond) an, die er mehrfach als Minister in der estnischen Regierung vertrat: 1923/24 war er Arbeits- und Sozialminister im Kabinett Päts II, 1924 Kriegsminister im Kabinett Akel und 1925/26 Verkehrsminister im Kabinett Teemant I. Daneben gehörte Amberg als Abgeordneter dem estnischen Parlament (Riigikogu) in dessen ersten beiden Legislaturperioden an, wo er sich vor allem Finanzfragen widmete.
Mitte der 1920er Jahre überwarf sich Amberg mit seiner Partei und schied ganz aus der aktiven Politik aus.

## Privatwirtschaft und Vereinsleben
Ab Mitte der 1920er Jahre war Amberg wieder in der Privatwirtschaft tätig, kurzzeitig als Bauunternehmer, dann in der Tourismusbranche, unter anderem als langjähriger Direktor von Eesti Reisibüroo.
Von 1934 bis 1940 war Amberg Vorstandsmitglied der Estnischen Verlagsvereinigung (Eesti Kirjastusühisus). Er war darüber hinaus in zahlreichen gesellschaftlichen Vereinen aktiv. Hierzu zählt neben Sport- und Kulturvereinigungen vor allem das Estnische Roten Kreuz, dessen Vizepräsident Amberg 1927 wurde.
Seiner christlichen Überzeugung blieb er sich als führendes Mitglied der evangelisch-lutherischen Gemeinde der Tallinner Karlskirche treu.

## Exil
Amberg überlebte die ersten Monate der sowjetischen Besetzung Estlands ab Juni 1940. Mit der Nachumsiedlung der Deutsch-Balten gelangte er 1941 nach Deutschland. Dort war er unter anderem in der Leitung des örtlichen Estnischen Komitees engagiert, der Interessenvertretung der exilierten Esten. Oskar Amberg starb 1963 im Alter von 84 Jahren in Lübeck.